# Encausse-les-Thermes
 Encausse-les-Thermes  es una población y comuna francesa, en la región de Mediodía-Pirineos, departamento de Alto Garona, en el distrito de Saint-Gaudens y cantón de Aspet.

## Demografía
| 420 | 546 | 548 | 523 | 560 | 591 |
| Para los censos de 1962 a 1999 la población legal corresponde a la población sin duplicidades (Fuente: INSEE [Consultar]) |     |     |     |     |     |